# 和睦体育场
和睦体育场（德語：Eintracht-Stadion）是一座位于德国布伦瑞克的体育场，可容纳25,540名观众，其中包括13,700个座席及11,300个站席。基于安全原因，当该体育场进行比赛时会被缩减800至1200个席位。体育场目前是德国足球乙级联赛球队布伦瑞克和德国美式足球联赛球队纽约人狮的主场。